# Dysthymia (bướm đêm)
Dysthymia  là một chi bướm đêm thuộc họ Noctuidae.